# Alan Fowler (cầu thủ bóng đá)
Alan Fowler (20 tháng 11 năm 1911 – 10 tháng 7 năm 1944) là một cầu thủ bóng đá người Anh thi đấu cho Whitehall Printers, Brodsworth Main, Leeds United, Swindon Town, Queens Park Rangers và Watford, ở vị trí tiền đạo. Ông mất trong Thế chiến thứ hai.